# Taboo (rapper)
Taboo, artiestennaam van Jaime Luis Gomez (Los Angeles, 14 juli 1975), is een Amerikaanse rapper, vooral bekend als lid van de Black Eyed Peas, een Amerikaanse hiphopband uit Los Angeles.
Hij trad toe tot de Black Eyed Peas in 1995. In 2012 speelde hij een gastrol in What to Expect When You're Expecting, als zichzelf.
Hij is van Mexicaanse en indiaanse afkomst. Taboo's indiaans-Amerikaanse origine ligt bij de Shoshone-stam. Zijn grootvader werd geboren in Morelia, de hoofdstad van de Mexicaanse deelstaat Michoacán.
Hij heeft drie kinderen.

## Discografie
Zie ook discografie The Black Eyed Peas.

### Singles
| Single met hitnotering(en) in de Vlaamse Ultratop 50 | Datum van verschijnen | Datum van binnenkomst | Hoogste positie | Aantal weken | Opmerkingen      |
| ---------------------------------------------------- | --------------------- | --------------------- | --------------- | ------------ | ---------------- |
| La paga                                              | 17-05-2004            | 10-07-2004            | tip3            | -            | met Juanes       |
| I don't wanna dance                                  | 03-09-2012            | 20-10-2012            | 34              | 3*           | met Alex Gaudino |

Will.i.am · Apl.de.ap · Taboo · Fergie
- Gemeinsame Normdatei: 1013443381
- International Standard Name Identifier: 0000 0001 2197 4224
- Library of Congress Control Number: n2011001913
- MusicBrainz: a813f779-77e2-42a8-a34a-cbd581fc0313
- Virtual International Authority File: 163178572
- WorldCat: E39PBJvCKWwXPb4B6ddkwrjXBP